# 境秋範
境 秋範（さかい あきのり、1970年10月6日 - ）は、千葉県出身の元サッカー選手である。

## 経歴
小学校時代は空手をしており黒帯所持であったが、サッカーへの転向をした。市立船橋高校では布啓一郎監督の指導を受け、レギュラーとして全国高等学校総合体育大会（インターハイ）の2年連続優勝を経験した。高校3年時の全国高等学校サッカー選手権大会では準優勝となって、大会優秀選手に選ばれた3人のGKの中に含まれた。
高校時代は日本代表に選出されている。
今で言うU18であり海外での試合も経験している。
卒業後、日本サッカーリーグ（JSL）でのプレーを選んだ同級生の小川誠一や野口幸司とは異なり、境は進学を選択して専修大学に入学し、関東大学サッカーリーグに所属する同大学サッカー部に所属した。
1993年、大学を卒業した境は富士通に入社し、ジャパンフットボールリーグ（旧JFL）の富士通サッカー部に入部。富士通の社員としてアマチュア契約選手としてのプレーとなった。境はチームでの信頼を得て、1996年までは正GKとして富士通のゴールを守った。
1997年、富士通川崎が川崎フロンターレとしてプロ化し、Jリーグを目指すと、境は清水エスパルスから移籍した浦上壮史の控えに回った。1997年は公式戦の試合出場がなく、1998年も旧JFLの全試合にベンチ入りしたが、出場は浦上がベンチを外れた2試合のみに終わった。
1999年、川崎フロンターレはJリーグ2部（J2）に参加し、境もプロリーグの選手となったが、富士通に籍を残す社員選手の立場を守った。この年は本田技研工業サッカー部から移籍した笹原義巳と第2GKの地位を分け合い、ほぼ交互に浦上の控えとしてベンチに入った。川崎はJ2優勝と翌年のJリーグ1部（J1）昇格を決めたが、この年限りで境は退団した。
その後、境は同年に川崎と退団したチームメイトの川元正英とともに、神奈川県社会人リーグの神奈川県教員サッカークラブでプレーを続けた。

2006年、川崎が10周年記念プロジェクトを企画した際、9月17日に行われた「OBドリームマッチ」に参加した。

## 所属クラブ
- 1986年-1988年 市立船橋高校
- 1989年-1992年 専修大学
- 1993年-1999年 富士通/川崎フロンターレ
- 2000年- 神奈川県教員

## 個人成績
| 国内大会個人成績 | 国内大会個人成績 | 国内大会個人成績 | 国内大会個人成績 | 国内大会個人成績             | 国内大会個人成績 | 国内大会個人成績 | 国内大会個人成績  | 国内大会個人成績 | 国内大会個人成績 | 国内大会個人成績 | 国内大会個人成績 |
| 年度             | クラブ           | 背番号           | リーグ           | リーグ戦                     | リーグ戦         | リーグ杯         | リーグ杯          | オープン杯       | オープン杯       | 期間通算         | 期間通算         |
| 年度             | クラブ           | 背番号           | リーグ           | 出場                         | 得点             | 出場             | 得点              | 出場             | 得点             | 出場             | 得点             |
| 日本             | 日本             | 日本             | 日本             | リーグ戦                     | リーグ戦         | リーグ杯         | リーグ杯          | 天皇杯           | 天皇杯           | 期間通算         | 期間通算         |
| ---------------- | ---------------- | ---------------- | ---------------- | ---------------------------- | ---------------- | ---------------- | ----------------- | ---------------- | ---------------- | ---------------- | ---------------- |
| 1993             | 富士通           |                  | 旧JFL            |                              |                  |                  |                   |                  |                  |                  |                  |
| 1994             | 富士通           |                  | 旧JFL            |                              |                  |                  |                   |                  |                  |                  |                  |
| 1995             | 富士通           |                  | 旧JFL            |                              |                  |                  |                   |                  |                  |                  |                  |
| 1996             | 富士通           |                  | 旧JFL            |                              |                  |                  |                   |                  |                  |                  |                  |
| 1997             | 川崎             |                  | 旧JFL            |                              |                  |                  |                   |                  |                  |                  |                  |
| 1998             | 川崎             |                  | 旧JFL            |                              |                  |                  |                   |                  |                  |                  |                  |
| 1999             | 川崎             | 21               | J2               | 0                            | 0                | 0                | 0                 |                  |                  |                  |                  |
| 通算             | 日本             | 日本             | J2               | 0                            | 0                | 0                | 0\|\|\|\|\|\|\|\| |                  |                  |                  |                  |
| 通算             | 日本             | 日本             | 旧JFL            | \|\|\|\|\|\|\|\|\|\|\|\|\|\| |                  |                  |                   |                  |                  |                  |                  |
| 総通算           | 総通算           | 総通算           | 総通算           | \|\|\|\|\|\|\|\|\|\|\|\|\|\| |                  |                  |                   |                  |                  |                  |                  |